# الجذر التربيعي ل 5

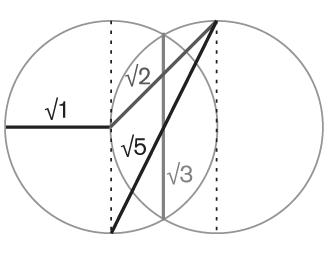
يمكن حساب الجذر التربيعي للعدد 5 في الدائرة المزدوجة

الجذر التربيعي ل 5 هو العدد الحقيقي الموجب، الذي إذاضرب في نفسه، كانت النتيجة مساوية ل 5.

## الكسر المستمر
كسر مستمر وهو 2.23606797749979 أي أنه لو ضربت هذا العدد في نفسه أصبح الناتج 5 تقريباً.